# Robert Barron
Robert Emmet Barron (* 19. listopadu 1959) je americký prelát katolické církve, který od roku 2022 působí jako biskup diecéze Winona-Rochester. Je zakladatelem katolické duchovní organizace Word on Fire a moderátorem dokumentárního televizního seriálu o katolicismu, který vysílala stanice PBS. V letech 2012–2015 působil jako rektor Mundeleinského semináře a v letech 2015–2022 jako pomocný biskup arcidiecéze Los Angeles.
Barron publikoval knihy, eseje a články o teologii a spiritualitě. Je náboženským zpravodajem televize NBC a vystupoval také v televizních stanicích Fox News, CNN a EWTN. Neformálně je nazýván „biskupem sociálních médií“ a „biskupem internetu“.
Od listopadu 2022 byla Barronova pravidelná videa na YouTube zhlédnuta více než 151 milionkrát, na Facebooku ho sledují více než 3 miliony lidí, na Instagramu 399 000 a na X 254 000. Kromě toho byl pozván, aby o náboženství promluvil v sídle společností Amazon, Facebook a Google. Vystoupil jako hlavní řečník na několika konferencích a akcích po celém světě, včetně Světového dne mládeže v roce 2016 a Světového setkání rodin v roce 2015. 
Barronova filmová série z roku 2016, Catholicism: The Pivotal Players [Katolicismus: Klíčoví hráči], byl ve Spojených státech vysílán v celostátní televizi. 

## Životopis

### Rané období života
Narodil se 19. listopadu 1959 v Chicagu. Je irského původu. Dětství prožil nejprve v Detroitu, poté na chicagském předměstí Western Springs. Jeho matka byla v domácnosti a otec, který zemřel v roce 1987, byl národním obchodním manažerem společnosti John Sexton & Company, národního distributora potravin. Má sestru a bratra Johna Barrona, který je vydavatelem Sun-Times Media Group.
Když byl v prvním ročníku na soukromé dominikánské střední škole Fenwick High School začal číst díla Tomáše Akvinského. Přešel na soukromou benediktinskou střední školu Benet Academy, kde v roce 1977 odmaturoval.
Rok navštěvoval univerzitu Notre Dame v Notre Dame ve státě Indiana a poté přestoupil do Mundeleinského semináře v Mundeleinu ve státě Illinois. O rok později byl přijat jako Basselinův stipendista na Teologickou fakultu Americké katolické univerzity ve Washingtonu, kde v roce 1981 získal bakalářský titul z filozofie a v roce 1982 magisterský titul z filozofie. Jeho magisterská práce se týkala politické filozofie Karla Marxe. V roce 1986 získal Barron licenciát posvátné teologie v Mundeleinském semináři.

### Kněžství
24. května 1986 byl kardinálem Josephem Bernardinem vysvěcen na kněze chicagské arcidiecéze.
Poté, co v letech 1986–1989 působil jako pomocný farář v katolické farnosti svatého Pavla od Kříže v Park Ridge ve státě Illinois, byl vyslán do Francie, kde v roce 1992 získal doktorát z posvátné teologie na pařížském katolickém institutu. Jeho disertační práce nesla název „Stvoření jako učednictví: Studie De potentia Tomáše Akvinského ve světle dogmatiky Paula Tillicha“.

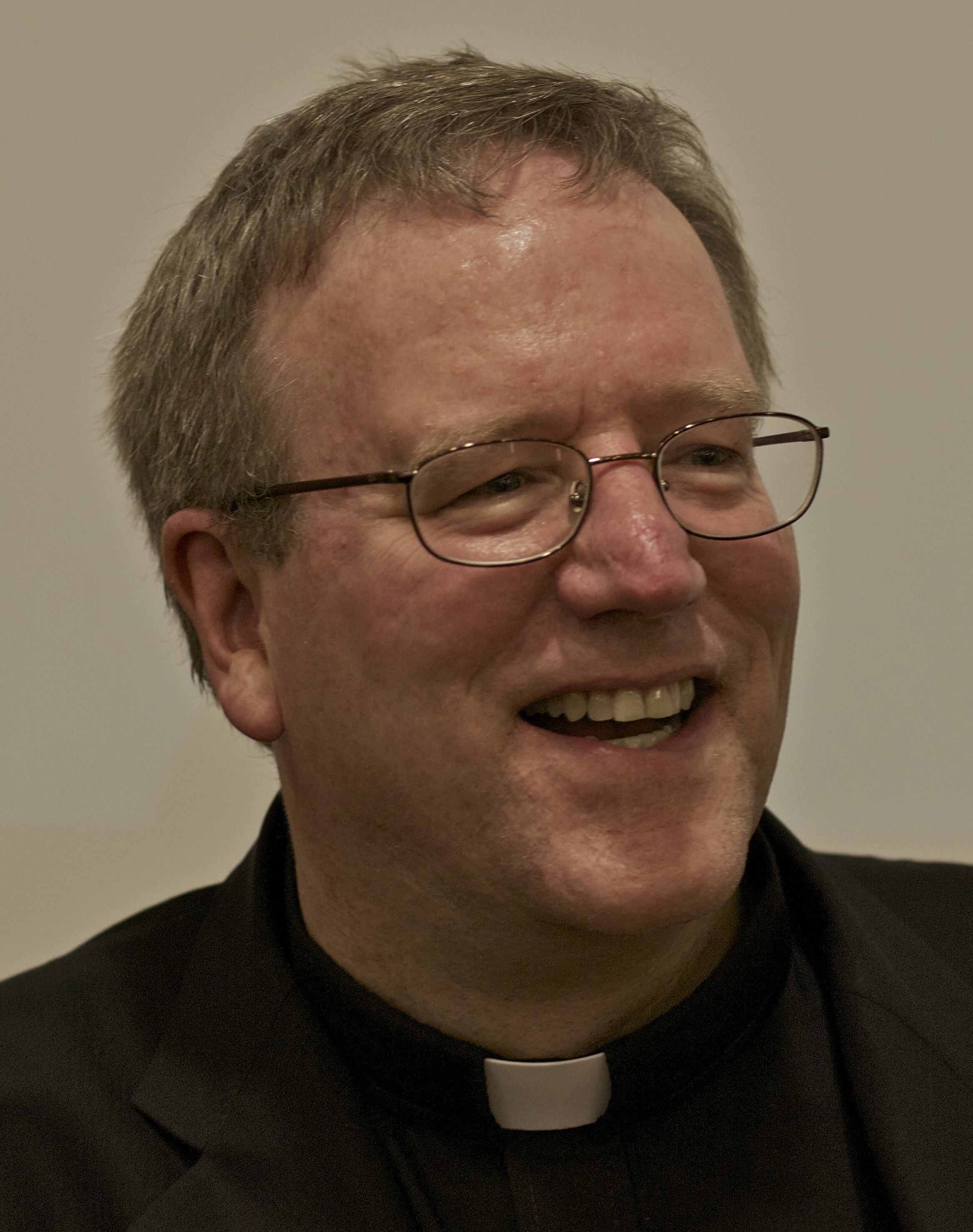
Kněz Robert Barron
(1. května 2012)

Kromě rodné angličtiny hovoří Barron plynně francouzsky, španělsky, německy a latinsky. Je zastáncem teologie Hanse Urse von Balthasara „odvažme se doufat“ a tvrdí, že existuje „objektivní důvod“ pro „naději, že všichni lidé mohou být spaseni“.
Od roku 1992 do roku 2015 působil jako profesor systematické teologie na University of St. Mary of the Lake, kde byl také v roce 2008 slavnostně jmenován Francisem kardinálem Georgem Profesorem víry a kultury. V letech 2012–2015 působil také jako rektor.
Hojně přednášel ve Spojených státech i na mezinárodní úrovni, mimo jiné na Papežské severoamerické koleji a na Papežské univerzitě svatého Tomáše Akvinského v Římě. V roce 2000 založil neziskovou organizaci Word on Fire Catholic Ministries, která podporuje jeho evangelizační úsilí. Pořady Word on Fire s Barronem se pravidelně vysílají na stanicích WGN America, EWTN, Telecare, Relevant Radio a na kanálu Word on Fire na YouTube. Barronovy webové stránky Word on Fire nabízejí každodenní blogy, články, komentáře a více než deset let týdenních podcastů s kázáními. 
V roce 2002 byl Barron hostujícím profesorem na univerzitě Notre Dame a v roce 2007 na Papežské univerzitě sv. Tomáše Akvinského. Dvakrát byl také rezidenčním stipendistou na Papežské severoamerické koleji, a to v letech 2007 a 2010. 

### Pomocný biskup v Los Angeles

Znak pomocného biskupa Barrona

21. července 2015 papež František jmenoval Barrona pomocným biskupem v arcidiecézi Los Angeles a titulárním biskupem v Macrianě v Mauretánii. Arcibiskup José Horacio Gomez poznamenal, že Barronův mediální talent a vztah k mladým lidem, stejně jako jeho dosah k jiným náboženstvím, by byly pro arcidiecézi dobré. Arcibiskup Cupich řekl, že by byl pro arcidiecézi velkým přínosem.
8. září 2015 přijal biskupské svěcení v katedrále Panny Marie Andělské z rukou arcibiskupa Josého H. Gomeze. Téhož měsíce začal vysílat týdenní podcast s názvem The Word on Fire Show.

### Biskup Winona-Rochester
2. června 2022 papež František jmenoval Barrona devátým biskupem diecéze Winona-Rochester v jižní Minnesotě. Jeho instalace se uskutečnila 29. července 2022 v konkatedrále svatého Jana Evangelisty v Rochesteru ve státě Minnesota.
Hojně přednáší ve Spojených státech i na mezinárodní úrovni a vydal řadu knih, esejů a programů na DVD. Je častým komentátorem pro Chicago Tribune, NBC Nightly News, Fox News Channel, Our Sunday Visitor, Catholic Herald (Londýn, Velká Británie) a The Catholic New World.

### Internet
Na Barronových webových stránkách jsou denně k dispozici příspěvky na blogu, týdenní články a videokomentáře a zvukový archiv více než 500 homilií. Na sociálních sítích má tyto údaje: 
- 3,1 milionu sledujících na Facebooku[26]
- 1,02 milionu odběratelů YouTube[27]
- více než 408 000 sledujících na Instagramu[28]
- 260 000+ sledujících X (dříve Twitter)[29]

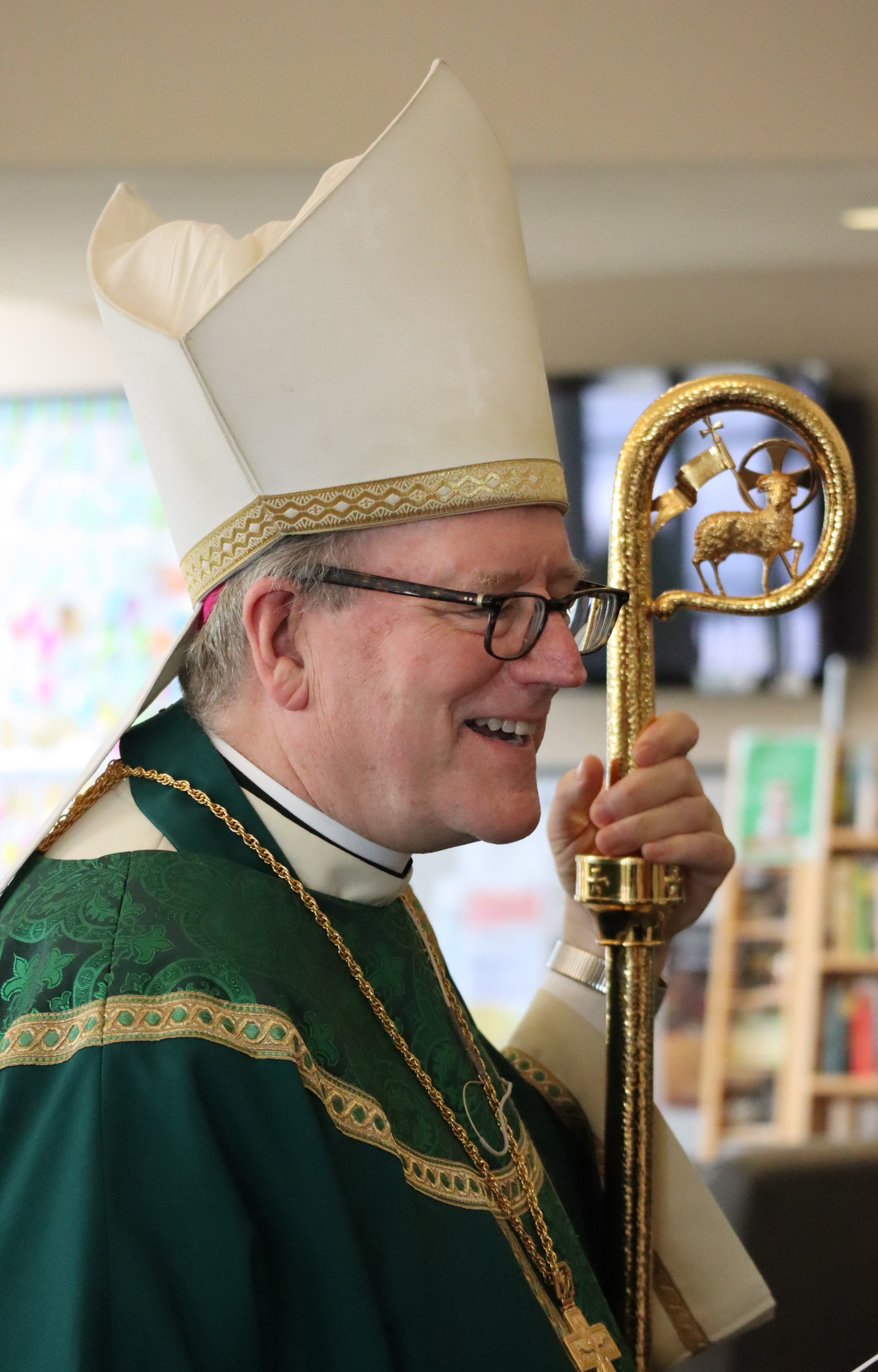
Biskup Robert Barron
(1. října 2017)

### Videa
Vytvořil více než 1 000 online videokomentářů, které zaznamenaly přes 84 milionů zhlédnutí. Jeho týdenní produkce zahrnuje krátké teologické recenze současné kultury, včetně filmů, knih, hudby a aktuálních událostí. 

### Televize
Barronova videa vysílají televize CatholicTV, EWTN, Telecare, NET TV a Salt + Light Television. Vytvořil desetidílný dokumentární film Catholicism, natočený v 16 zemích, který od roku 2011 vysílala veřejnoprávní televize ve Spojených státech. V září 2013 bylo vydáno pokračování s názvem Catholicism: The New Evangelization.
V říjnu 2010 měl Barron premiéru půlhodinového televizního pořadu Word on Fire with Father Barron, který se vysílal v neděli na stanici WGN America. Barron je prvním knězem od dob arcibiskupa Fultona Sheena v 50. letech 20. století, který má pravidelný celostátní pořad na komerční televizní stanici. 

### Rádio/podcast
Vytváří týdenní podcast o víře a kultuře s názvem The Word on Fire Show, který byl stažen více než deset milionkrát. Jeho týdenní kázání a podcasty vysílají rozhlasové stanice po celých Spojených státech. 
Objevil se i v dalších podcastech, včetně podcastů Jordana Petersona, Lexe Fridmana a Bena Shapira.

### Knihy
- A Study of the De potentia of Thomas Aquinas in Light of the Dogmatik of Paul Tillich [Studie De potentia Tomáše Akvinského ve světle dogmatiky Paula Tillicha] (1993)
- Thomas Aquinas: Spiritual Master [Tomáš Akvinský: duchovní mistr] (1996)
- And Now I See: A Theology of Transformation [A teď vidím: Teologie proměny] (1998)
- Heaven in Stone and Glass [Nebe v kameni a skle] (2000)
- The Strangest Way: Walking the Christian Path [Nejpodivnější způsob: Kráčet po křesťanské cestě] (2002)
- Bridging the Great Divide: Musings of a Post-Liberal, Post-Conservative, Evangelical Catholic [Překlenutí velké propasti: Zamyšlení postliberálního, postkonzervativního, evangelního katolíka] (2004)
- The Priority of Christ: Toward a Post-Liberal Catholicism [Kristova priorita: Na cestě k postliberálnímu katolicismu] (2007)
- Word on Fire: Proclaiming the Power of Christ [Slovo v ohni: Zvěstování Kristovy moci] (2008)
- Eucharist [Eucharistie] (2008)
- Catholicism: A Journey to the Heart of the Faith [Katolicismus: Cesta do srdce víry] (2011)
- New King for a New Kingdom [Nový král pro nové království] (2012)
- The New Evangelization and the New Media [Nová evangelizace a nová média] (2014)
- Seeds of the Word: Finding God in the Culture [Semínka slova: Hledání Boha v kultuře] (2015)
- 2 Samuel. Brazos Theological Commentary on the Bible (2015)
- Exploring Catholic Theology: Essays on God, Liturgy, and Evangelization [Zkoumání katolické teologie: Eseje o Bohu, liturgii a evangelizaci] (2015)
- Vibrant Paradoxes: The Both/And of Catholicism [Živoucí paradoxy: Obojí a zároveň katolicismus] (2016)
- To Light a Fire on the Earth: Proclaiming the Gospel in a Secular Age [Zapálit oheň na Zemi: Hlásat evangelium v sekulární době] (2017)[34]
- Arguing Religion: A Bishop Speaks at Facebook and Google [Argumentace náboženstvím: Biskup promlouvá na Facebooku a Googlu] (2018)[35]
- Letter to a Suffering Church: A Bishop Speaks on the Sexual Abuse Crisis [Dopis trpící církvi: Biskup hovoří o krizi sexuálního zneužívání] (2019)[36]
- Centered: The Spirituality of Word on Fire [Ve středu: Spiritualita Slova v ohni] (2020)
- The Pivotal Players: 12 Heroes Who Shaped the Church and Changed the World [Rozhodující hráči: 12 hrdinů, kteří formovali církev a změnili svět] (2020)
- Renewing Our Hope: Essays for the New Evangelization [Obnova naší naděje: Eseje pro novou evangelizaci] (2020)
- The Rosary with Bishop Robert Barron [Růženec s biskupem Robertem Barronem] (2021)
- Light from Light: A Theological Reflection on the Nicene Creed [Světlo ze světla: Teologická reflexe Nicejského vyznání víry] (2021)
- Proclaiming the Power of Christ: Classic Sermons [Hlásání Kristovy moci: Klasická kázání] (2021)
- Redeeming the Time: Gospel Perspectives on the Challenges of the Hour [Vykoupení času: pohledy evangelia na výzvy dnešní doby] (2022)
- The Great Story of Israel: Election, Freedom, Holiness [Velký příběh Izraele: Svoboda, vyvolení, svatost] (2022)
- This is My Body: A Call to Eucharistic Revival [Toto je moje tělo: Výzva k eucharistické obrodě] (2023)
- Come Lord Jesus: Timeless Homilies for Advent and Christmas [Přijď, Pane Ježíši: Nadčasové homilie pro advent a Vánoce] (2023)
- 2023 Advent Gospel Reflections [Adventní zamyšlení nad evangeliem] (2023)
- 2024 Lenten Gospel Reflections [Postní zamyšlení nad evangeliem] (2024)

### DVD
- Untold Blessings The Three Paths of Holiness [Nevýslovná požehnání Tří cest svatosti] (2005)
- Conversion [Konverze] (2006)
- Faith Clips [Klipy o víře] (2007)
- Seven Deadly Sins, Seven Lively Virtues [Sedm smrtelných hříchů, sedm živých ctností] (2007)
- Eucharist [Eucharistie] (2009)
- Catholicism [Katolicismus] (2011)
- Catholicism: The New Evangelization [Katolicismus: Nová evangelizace] (2013)
- Priest, Prophet, King [Kněz, prorok, král] (2014)
- The Mystery of God [Tajemství Boha] (2015)
- Catholicism: The Pivotal Players Volume I [Katolicismus: Klíčoví hráči svazek I. (2016)
- David the King [Král David] (2017)
- The Mass [Mše] (2018)
- Catholicism: The Pivotal Players St. Augustine & St. Benedict [Katolicismus: Klíčoví hráči sv. Augustin a sv. Benedikt] (2018)
- Catholicism: The Pivotal Players Fulton Sheen & Flannery O'Connor [Katolicismus: Klíčoví hráči Fulton Sheen a Flannery O'Connor] (2019)
- The Sacraments [Svátosti] (2020)
- The Creed [Vyznání víry] (2021)

## Hodnosti

### Řády
- Svatý stolec: 
  -  Rytířský řád Božího hrobu jeruzalémského[37]

### Čestná akademická ocenění
- 2023: Doktor veřejných služeb, Honoris Causa Hillsdale College
- 2022: Doktor humanitních věd, Honoris Causa Benedictine College
- 2019: Doktor teologie, Honoris Causa Papežská univerzita svatého Tomáše Akvinského
- 2018: Doktor humanitních věd, Honoris Causa Assumption College
- 2017: Doktor teologie, Honoris Causa Saint Anselm College
- 2016: Doktor posvátné teologie, Honoris Causa Dominikánský studijní dům
- 2013: Doktorát náboženské výchovy, Honoris Causa Providence College
- 2012: Doktor humanitních věd, Honoris Causa Univerzita Lewis

### Ocenění
- 2015: Cena Fisher's Net za nejlepší celkový výsledek a za nejlepší prezentaci na sociálních sítích[38]
- 2012:  Cena Rádia Relevant Kristus přináší naději
- 2003: Knižní cena Katolické tiskové asociace:: Nejzvláštnější cesta: Kráčet po křesťanské cestě
- 1998: Novinářská cena Katolické tiskové asociace: Nejlepší článek – Duchovní, řeholníci, „Zvláštní Bůh (The Uncanny God)“
- 1997: Knižní cena Katolické tiskové asociace: Tomáš Akvinský: duchovní mistr
- 1995: Novinářská cena Katolické tiskové asociace: Nejlepší článek – Odborné a speciální oblasti zájmu, „Kněz jako nositel tajemství“